# Army Men: Mobile Ops
Army Men: Mobile Ops est un jeu vidéo d'action développé par Twistbox Games et édité par Connect2Media, sorti en 2010 sur J2ME.

## Accueil
- Pocket Gamer : 9/10[1]